# 君子駅 (京畿道)
君子駅（クンジャえき）は、大韓民国京畿道始興市にかつて存在した水仁線の鉄道駅である。

## 歴史
- 1937年8月5日 - 開業[1]。
- 1981年1月1日 - 無配置簡易駅に降格[2]。
- 1994年9月1日 - 廃駅[3]。